# Johan Ramstedt (präst)
Johan Ramstedt, född 9 mars 1758 i Västra Ny socken, Östergötlands län, död 25 maj 1823 i Skeda socken, Östergötlands län, var en svensk präst i Slaka församling och Skeda församling, samt lektor.

## Biografi
Johan Ramstedt föddes 9 mars 1758 på Medevi brunn i Västra Ny socken. Han var son till postmästaren Johan Ramstedt och Göril Brauner. Ramstedt blev höstterminen 1779 student vid Uppsala universitet och blev 17 juni 1785 magister. Han blev 1788 amanuens vid Lidénska biblioteket i Uppsala och 1792 vid Uppsala universitetsbibliotek. Han blev 19 augusti 1795 lektor i matematik i Linköping och prästvigdes 26 februari 1800. Han blev 16 april 1800 andre teologi lektor och kyrkoherde i Slaka församling, tillträdde tjänsten samma år. Ramstedt blev 31 oktober 1804 förste teologie lektor och kyrkoherde i Skeda församling, tillträde 1806. Den 7 oktober 1809 blev han teologie doktor. Ramstedt avled 25 maj 1823 i Skeda socken.
1809 föreslogs Ramstedt som biskop i Linköpings stift. 1810 och 1812 var han riksdagsman. 1820 var han preses vid prästmötet.
Han höll ett tal på latin vid gymnasiets jubelfest 1817.